# Lycée Paul-Valéry (Maroc)
Pour les articles homonymes, voir Lycée Paul-Valéry.
Le lycée Paul-Valéry, appelé aussi familièrement LPV ou Paul Va, est un établissement français d'enseignement général situé dans la ville de Meknès au Maroc. Fondé en 1914 sous le nom d'« École française de Meknès », cet établissement est devenu à partir de 1962 un lycée à vocation essentiellement scientifique et économique.

## Histoire
L'École française de Meknès est ouverte en 1914 près de la place Jemaa Zitouna dans la médina de la ville. En raison de l’exiguïté des locaux, l’école primaire est transférée sur la place El Hedim en 1917, puis à partir de 1919, elle est transformée en lycée par l’ouverture année après année de classes de secondaire pour accueillir les élèves ne pouvant aller au lycée français de Casablanca. En 1925, le lycée de Meknès est officiellement constitué. Toujours trop petit pour accueillir les élèves, le lycée est reconstruit au même endroit à partir de 1927 sous le nom de lycée Poeymirau (en hommage au général Joseph-François Poeymirau 1869-1924), puis petit à petit agrandi pour recevoir les 600 élèves de 1938.
Avec la fin du protectorat français en 1956, le lycée Poeymirau passe sous le contrôle du jeune État marocain. En 1962, un nouvel établissement est superbement aménagé dans l'ancienne caserne de la Légion étrangère située Quartier Bissey, lieu de stationnement d'un Bataillon du 4e Régiment étranger d'Infanterie, en face de l'ancien stade militaire Berthezème, dans le prolongement du boulevard de Paris, au-delà de son croisement à angle droit avec l'ancienne avenue Lyautey. Ce nouveau lycée prend le nom du poète et écrivain français Paul Valéry (1871-1945).

## Enseignement
Le lycée Paul-Valéry dispense des cours de la sixième à la terminale. Il accueille en classe de sixième les élèves issus de l’école Jean-Jacques-Rousseau et en seconde les élèves du collège Jean-de-la-Fontaine de Fès. Regroupant des élèves de deux villes différentes, le lycée Paul-Valéry a donc la particularité de posséder - c'est le seul lycée français au Maroc dans ce cas[réf. nécessaire] - un internat afin d'héberger les élèves de Fès. 

## Activités extrascolaires

### Association sportive
L'association sportive du lycée est l'une des plus titrées lors des rencontres de l'Union nationale du sport scolaire français au Maroc, notamment en football, handball et en badminton.

### Clubs étudiants
Le lycée développe diverses activités classiques pour un établissement d'enseignement secondaire avec un ciné-club, un atelier cinéma (réalisation d'un court métrage au cours de l'année scolaire) et photo, un club lecture, un club théâtre, un club musique, un club jardin botanique, et un club solidarité.

### Olympiades de la chimie
Au cours de l'année scolaire 2011-2012, le lycée a présenté un groupe d'élèves aux XXVIIIe Olympiades nationales de la chimie pour la section action et communication du concours. Le projet scientifique de participation intitulé « Lorsque la chimie s'invite au Maroc » fut mené durant l'année par un groupe de six élèves et a été sélectionné — parmi 2000 candidats internationaux seuls 48 concurrents ont été retenus — pour représenter non seulement le Maroc mais également l'Agence pour l'enseignement français à l'étranger (AEFE) Afrique lors de la finale à Paris. L'équipe du lycée Paul-Valéry représentée par Arhzaf Kenza et Benhallam Mohamed Houssam a remporté le premier prix de cette XXVIIIe édition.

## Liste des proviseurs

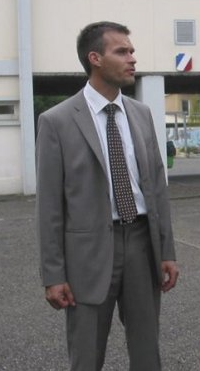
Portait photographique de Laurent Arbault.

## Personnalités liées à l'établissement
- Mgr Guy de Kerimel, évêque catholique[réf. souhaitée]
- Élie Cohen[réf. nécessaire], économiste français
- Edmond Valès, artiste peintre orientaliste et professeur d'art à Paul Valéry jusqu'à sa retraite en 1977 (il est l'auteur de la peinture murale orientaliste à la cantine du lycée)
- Roland Paskoff[réf. nécessaire], géographe français nommé professeur d'histoire-géographie au lycée Poeymirau en 1957.
- Marcel Bénabou, historien et écrivain français[7]